# Freisenberg
Freisenberg ist die Bezeichnung eines Stadtteils und gehört zum statistischen Bezirk 15 (Gevelndorf / Freisenberg) von der Kreisstadt Lüdenscheid im westlichen Sauerland, Nordrhein-Westfalen. Seit 2010 wird auch der östlich gelegene Stadtteil Oberrahmede mit zum statistischen Bezirk 15 (Gevelndorf / Freisenberg) gezählt. Auch die Weiler Hülscheiderbaum und Hulsberg werden seit 2010 statistisch zum Stadtteil Freisenberg gezählt. Der statistische Bezirk insgesamt grenzt an Altena und Schalksmühle.

## Infrastruktur

### Allgemein
Der südöstliche Teil des Stadtteils ist vor allem durch viele freistehende Einfamilienhäuser wie auch Reihenhäuser geprägt. Es entstanden auch zahlreiche Mehrfamilienhäuser. Viele dieser Häuser wurden in den letzten Jahren aufwendig saniert. Die nächsten Einkaufsmöglichkeiten für das Wohngebiet liegen am oberen Brockhauser Weg, der zum benachbarten Stadtteil Gevelndorf gezählt wird.
Im östlichen Teil vom Freisenberg liegt an der Straße „Im Grund 6“ zudem das Kirchengebäude der evangelischen Gemeinde Oberrahmede.
Die nächstgelegene Grundschule befindet sich am Brockhauser Weg 34, im benachbarten Stadtteil Gevelndorf.

### Gewerbe- und Industriegebiet
In den restlichen Teilen des Stadtteils befinden sich zum Großteil zahlreiche kleinere, mittlere und größere Firmen. Der Freisenberg ist deshalb eines der größten Gewerbe- und Industriegebiete in der Stadt Lüdenscheid. Viele der älteren Firmengebäude wurden in den letzten Jahren umgebaut, erweitert oder sogar teilweise sogar komplett neu errichtet.
Innerhalb der letzten zwei Jahrzehnte hat sich das Gewerbe- und Industriegebiet weiter Richtung der Stadtgrenze nach Schalksmühle ausgebreitet. Unter anderem umfasst der neue Teil des Gebietes die Straßen Römerweg, Gielster Stück, Hoher Hagen und Teile der Straße Im Wiesental. Viele Teile davon werden zum Lüdenscheider Stadtteil Eggenscheid gezählt. Einige Firmen sind vom Freisenberg in diese Richtung umgezogen, da die Erweiterungsmöglichkeiten in diesem Gebiet größer als im alten Gebiet von Freisenberg waren.
Da diese Flächen auch nicht mehr ausreichten, entstand im Nordosten vom Freisenberg ein gemeinsames Gewerbegebiet mit der Nachbargemeinde Schalksmühle. Dieses wird heute zu großen Teilen zum Schalksmühler Ortsteil Heedfeld gezählt.

### Holzhandlung
Ende Juli 2011 wurde bekannt, dass eine auf dem Bahnhofsgelände von Lüdenscheid ansässige Holzhandlung vsl. bis zum Ende des Jahres 2011 auf ein anderes Gelände an der Straße „In der Dönne“ im Stadtteil Freisenberg umziehen wird. Das ehemalige Gelände der Holzhandlung am Bahnhof soll nun mit in die Planungen des Projektes „Denkfabrik“ einbezogen werden. Am 15. September 2012 wurde bekannt, dass nun der Umzug der Holzhandlung auf das neue 10 000 Quadratmeter große Gelände am neuen Standort „In der Dönne“ (im Lüdenscheider Norden) begonnen hat. Insgesamt zwei Jahre hatten die Arbeiten, darunter umfangreiche Erdaufschüttungen, auf dem 10.000 Quadratmeter großen Gelände am neuen Standort Freisenberg gedauert.

### Märkische Werkstätten
Vor bereits vielen Jahren haben die Märkische Werkstätten des Evangelischen Johanneswerk e. V. einen großen Standort ihrer Werkstätten an der Freisenbergstraße 33 errichtet und einen Standort der INTEGRA an der Straße Kerkhagen 22 geschaffen. Ein weiteres Werk der Werkstätten liegt im Stadtteil Wefelshohl an der Wefelshohler Straße 48. Die zentrale Verwaltung der Werkstätten liegt an der Kölner Straße 152 im Stadtteil Oeneking.

### Werkzeugbauinstitut Südwestfalen
Am Freisenberg siedelte sich zudem an der Straße Im Wiesental 77 das Werkzeugbauinstitut Südwestfalen an. Das Institut, das an die Fachhochschule Südwestfalen angegliedert ist, präsentiert sich dort mit Verwaltung, Schulungsraum und Technikum in hellen und modernen Räumen auf über 600 Quadratmetern Fläche dem täglich wechselnden Publikum. Die Gesellschafter des Werkzeugbau-Instituts sind ein Trägerverein bestehend aus Unternehmen aus der Region (tws), die Stadt Lüdenscheid (EGC), der Märkische Kreis (GWS), die Feinwerkmechaniker Innung, das Kunststoff-Institut Lüdenscheid sowie das Institut für Umformtechnik Lüdenscheid (IFU). Das Institut selbst sieht sich als Mittler zwischen der Theorie und der Praxis an. Die Ziele des Unternehmens seien es, den vernetzten Werkzeugbau zu erreichen. Damit sollen künftig auch große Werkzeugprojekte in die Region geholt werden können.
Ende Oktober 2014 ist das Werkzeugbauinstitut Südwestfalen (wi-swf) von der Straße Im Wiesental 77 zur Freisenbergstraße 19 umgezogen. Am 11./12. November soll die offizielle Einweihung des neuen Standortes stattfinden. An diesen Tagen soll auch die 3. Fachtagung des Institutes stattfinden. Der Grund des Umzuges war die Anschaffung der neuen Maschine „Laser-Fräs-Bearbeitungszentrum“.

## Sehenswertes
Die unterschiedlichen Häuser im Südosten des Stadtteils sowie die ausgedehnten Fußwege in dem Viertel laden zu Spaziergängen ein.
Auch die Architektur einiger Firmengebäude bietet für den Betrachter interessante Aspekte an, unter anderem das Gebäude der Indusys GmbH am Kerkhagen 9.
Einige Grünanlagen prägen das Bild des Viertels.
Der Stadtteil selbst ist zu großen Teilen immer noch von Wäldern und Wiesen umgeben.
Für Kinder gibt es einige neu gestaltete Spielplätze im Südosten des Stadtteils.

## Verkehrsanbindung

### Bahnverkehr
Die nächstliegenden Bahnhöfe sind der Bahnhof Lüdenscheid und der Bahnhof Brügge (Westfalen). Beide sind per Auto oder Bus in wenigen Fahrminuten gut erreichbar.

### Busverkehr
Die Anbindung des Stadtteils an den Öffentlichen Personennahverkehr erfolgt vor allem durch die Buslinien 44, 49, 87, 88, 89, 245 (Schulbuslinie) und N4 (Nachtbuslinie) der Märkischen Verkehrsgesellschaft (MVG).
Wichtige Bushaltestellen in dem Stadtteil sind: „Hülscheiderbaum“, „Abzw. Eggenscheid“, „Römerweg“, „Busch-Jaeger Elektro“, „Gerhardi“, „Fabiolastraße“, „Freisenberg“, „Preußborn“, „Siedlungsweg“, „Freisenbergstraße“, „Sauerlandring“, „Kerkhagen“ und „Hulsberg“.

### Straßenverkehr
Die Anbindung an das Bundesautobahnnetz erfolgt über die nahegelegene Abfahrt Nr. 13 Lüdenscheid-Nord der Bundesautobahn 45. Diese führt Richtung Norden nach Hagen und Dortmund bzw. in Richtung Süden nach Siegen, Wetzlar, Gießen und Frankfurt am Main. Weitere Alternativanschlussstellen sind die Abfahrten Nr. 14 Lüdenscheid und Nr. 15 Lüdenscheid-Süd der A 45. Auch die B 54 und B 229 liegen in der Nähe vom Freisenberg und sind innerhalb weniger Fahrminuten gut erreichbar. Parkplätze innerhalb vom Freisenberg sichern den Autofahrern Parkmöglichkeiten zu.